# Pablo Aimar
Pablo Aimar (Río Cuarto, Córdoba, Argentína, 1979. november 3. –) argentin válogatott labdarúgó.

## Csapatai
Labdarúgó-pályafutását a Buenos Aires-i River Plate csapatában kezdte. A 2000-2001-es szezonban 21,25 millió euróért a spanyol bajnokságba, az Valencia CF egyesületéhez igazolt. A 2005-2006-os szezonig itt játszott, de a következő idényben már a Real Zaragoza játékosa lett 10,2 millió euróért. 2008-ban a portugál SL Benfica csapatához igazolt.

## Válogatottságai
Az argentin nemzeti tizenegyben  52 alkalommal szerepelt. Részt vett a 2005. évi Konföderációs Kupán, ahol a döntőben az argentin csapat vereséget szenvedett, a nagy dél-amerikai riválistól, Brazíliától 4-1-re. Az argentin válogatott tagja volt a 2006. évi világbajnoki selejtezőkön, majd a világbajnokságon a negyeddöntőben vesztettek a németek ellen tizenegyes rúgásokkal.

## Eredményei
- háromszoros argentin bajnok a River Plate-tel  (1997,1998,2000)
- dél-amerikai szuperkupa győztes a River Plate-tel (1997)
- kétszeres spanyol bajnok a Valencia-val  (2002,2004)
- UEFA-kupa-győztes a Valencia-val (2004)
- európai szuperkupa-győztes a Valencia-val (2005)
- U-20 világbajnok az argentin válogatottal (1997)
- U-20 dél-amerikai bajnok az argentin válogatottal (1997,1998)
- ezüstérmes az argentin válogatottal a Copa Americán (2007)